# Bolbocaffer innotandum
Bolbocaffer innotandum är en skalbaggsart som beskrevs av Rudolph Petrovitz 1969. Bolbocaffer innotandum ingår i släktet Bolbocaffer och familjen Bolboceratidae. Inga underarter finns listade.